# 충북은행
충북은행(忠北銀行, Chungbuk Bank)은 1971년부터 1999년 퇴출되기 전까지 영업했던 대한민국의 지방은행이다. 1999년 퇴출은행으로 지정된 후 조흥은행(現 신한은행)과 강제 합병되었다. 영업 당시에는 서울을 포함하여 청주·충주·제천 등지에 29개의 지점과 7개 출장소 등 36개의 영업망을 보유했으며, 총 자산은 1조 4,069억 원이었다.
본점은 충청북도 청주시 상당구 사직대로 343(영동 86-3) 청주대교 옆에 있었으며, 바로 길을 건너면 옛 청주고속버스터미널(현 홈플러스 청주성안점)이 있었다. 현재는 신한은행 충북영업부다. 서울사무소는 서울특별시 중구에 있었다.

## 연혁
- 1971년 4월 24일 충북은행 창립, 청주시를 중심으로 충청북도 지역에서 영업 시작
- 1972년 7월 청주시 금고업무 취급
- 1973년 5월 환전상(換錢商) 인가
- 1974년 3월 기업공개, 증권거래소 상장
- 1976년 1월 서울지점 개점
- 1976년 2월 외국환업무 개시
- 1978년 6월 갑류 외국환은행업무 개시
- 1979년 1월 본점 신축 이전
- 1983년 3월 상호부금업무 개시
- 1983년 5월 신탁업무 개시
- 1985년 3월 상호부금업무 개시
- 1985년 11월 온라인 업무 개통
- 1988년 2월 비자카드 업무 개시 및 CD기 배치 가동
- 1988년 4월 13일 재단법인 충북은행 장학회[1] 설립
- 1990년 4월 타행환업무 취급 개시
- 1999년 4월 30일 조흥은행[2]과 강제합병

## 은행장
- 김재원 (1971년 ~ 1973년)
- 김재헌 (1973년 ~ 1979년)
- 박정서 (1979년 ~ 1986년)
- 황창익 (1986년 ~ 1994년)
- 민형근 (1992년 ~ 1997년)
- 곽원영 (1997년 ~ 1999년)[3]
- 김연일 직무대행 (1999년)